# Ignacio Camacho Barnola
Ignacio "Nacho" Camacho Barnola (nascut el 4 de maig del 1990 a Saragossa) és un exfutbolista professional aragonès que jugava com a centrecampista.

## Trajectòria esportiva
El 27 d'agost de 2009 fou suplent en el partit de la Supercopa d'Europa 2010 en què l'Atlètic de Madrid es va enfrontar a l'Inter de Milà, i va guanyar el títol, per 2 a zero. Nacho entrà al minut 90+1 substituint el seu company Simão. Va formar part de l'equip sub-21 espanyol que va guanyar el Campionat d'Europa sub-21 el 2013 celebrat a Israel.

## Palmarès

### Atlètic de Madrid
- Lliga Europa de la UEFA (2009-10)
- Supercopa d'Europa (2010)[2]